# Siła pływowa

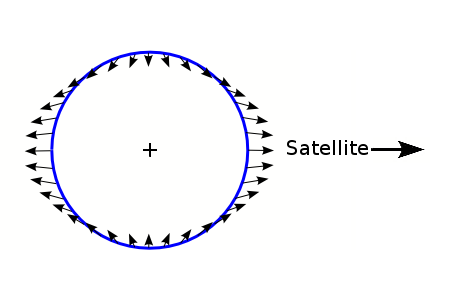
Siły pływowe, ciało wywołujące je jest z prawej strony

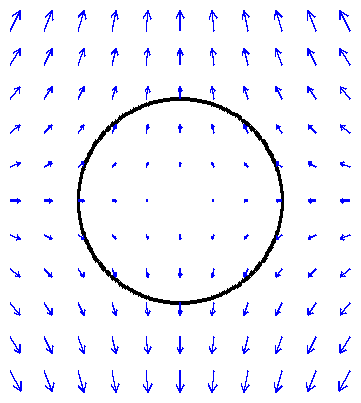
Siły pływowe w otoczeniu ciała, ciało wywołujące siłę znajduje się poniżej rysunku

Siła pływowa – siła działająca na ciało rozciągłe znajdujące się w polu sił o różnej wartości lub kierunku w różnych punktach ciała. Najczęściej kojarzona z polem grawitacyjnym.
Siła pływowa pojawia się wtedy, gdy siła grawitacji zmienia się znacznie na długości ciała. Część ciała, znajdująca się bliżej źródła siły (najczęściej jakiegoś ciała niebieskiego – gwiazdy, planety, księżyca, czarnej dziury itp.), jest przyciągana silniej, niż średnio całe ciało, a część ciała bardziej odległa od źródła siły najsłabiej. Jednocześnie ciało jako całość doznaje przyspieszenia grawitacyjnego odpowiadającemu średniemu przyciąganiu grawitacyjnemu. Odchylenie siły grawitacyjnej od średniej siły grawitacyjnej określane jest jako siła pływowa.
Odpowiada za różnorodne zjawiska, w tym pływy morskie i atmosferyczne, obrót synchroniczny ciał niebieskich, tworzenie systemów pierścieni planetarnych, rozciąganie ciał, w skrajnych przypadkach przechwytywanie atmosfery i rozpad ciał niebieskich gdy znajdą się blisko innych ciał.

## Opis matematyczny
Siłę pływową wzdłuż prostej łączącej oba ciała można w przybliżeniu {\displaystyle (r\ll R)} opisać wzorem:
{\displaystyle F_{t}={\frac {2GMmr}{R^{3}}},}
Największą wartość siła pływowa osiąga gdy ciała maksymalnie zbliżą się. Przy powyższych założeniach {\displaystyle (r\ll R),} odpowiadających zbliżeniu niewielkiego ciała do dużego, odległość ciał jest niewiele większa od promienia dużego ciała, przyjmuje postać:
{\displaystyle F_{max}={\frac {2GMmr}{R_{d}^{3}}}={\frac {8}{3}}\pi G\rho _{d}mr}
gdzie:
{\displaystyle G} – stała grawitacyjna,
{\displaystyle M} – masa ciała wytwarzającego pole,
{\displaystyle m} – masa ciała podlegającego sile pływowej,
{\displaystyle R} – odległość między środkami ciał,
{\displaystyle R_{d}} – promień ciała wywołującego siłę pływową,
{\displaystyle r} – odległość od środka ciała podlegającego sile pływowej, dla punktu znajdującego się na powierzchni ciała równa jest promieniowi ciała,
{\displaystyle \rho _{d}} – gęstość ciała wywołującego siłę pływową.
Siła pływowa zmienia się bardzo szybko (sześciennie) wraz z odległością, najsilniej działa przy względnie niewielkich odległościach od ciał o dużej gęstości. Siła wzrasta liniowo wraz z odległością od środka ciała (r w liczniku), co np. sprawia, że siły pływowe działają silnie na atmosfery ciał, co przy zbliżeniu się ciał (Granica Roche’a) prowadzi do porwania atmosfery ciała o mniejszej gęstości przez ciało o większej masie lub gęstości np. w układach kataklizmicznych.

## Przykłady działania sił pływowych

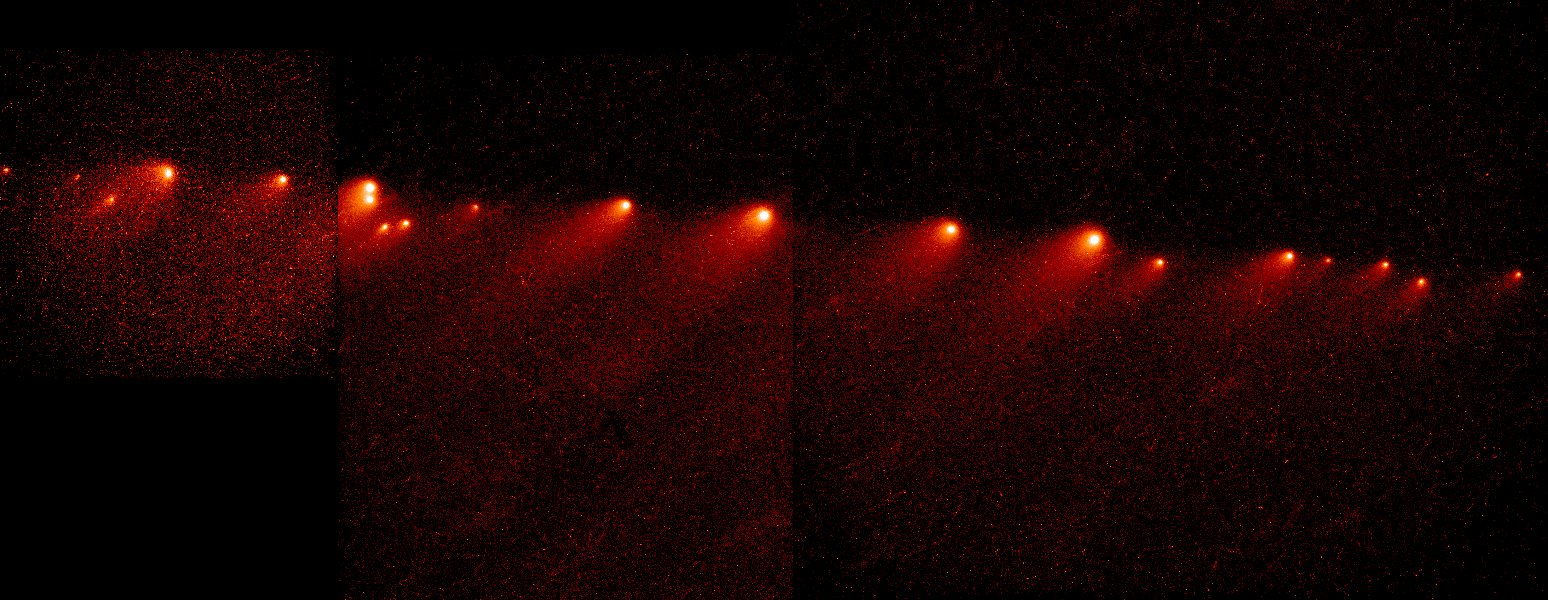
Rozerwana przez Jowisza kometa Shoemaker-Levy 9

Miejscem największego działania sił pływowych jest najbliższe otoczenie czarnej dziury. Każde ciało znajdujące się w jej pobliżu prędzej czy później powinno zostać rozerwane na drobne części, teoretycznie nawet cząstki. Podobny efekt może wystąpić w pobliżu gwiazd neutronowych, które także mają bardzo dużą gęstość.
Kometa Shoemaker-Levy 9 zbliżając się do Jowisza została rozerwana przez siły pływowe. Fragmenty znajdujące się bliżej planety spadły z większym przyspieszeniem niż te bardziej od niej odległe.
Mniej ekstremalnym przykładem są pierścienie Saturna. Siły pływowe powstrzymują materiał w nich zawarty przed uformowaniem się w księżyce pod wpływem wzajemnego przyciągania grawitacyjnego cząstek.
Najbardziej nam znanym efektem działania sił pływowych są pływy morskie. Są one spowodowane przyciąganiem Księżyca (w mniejszym stopniu także Słońca) i ruchem obrotowym Ziemi. Wody oceanów będące wzdłuż osi Ziemia-Księżyc, doznają największej siły skierowanej w górę, która wywołuje „wybrzuszenie” powierzchni wody w skali całego oceanu. W wyniku ruchu obrotowego Ziemi wybrzuszenie to nie jest na linii Ziemia-Księżyc, a opóźnia się.
Wewnątrz ciała podlegającego sile pływowej, w którym w wyniku tej siły następuje przemieszczanie się części płynnych ciała niebieskiego, powstaje tarcie pływowe. Powoduje ono utratę energii kinetycznej układu ciał, generując ciepło. Dzięki niemu, na księżycu Jowisza Io występuje olbrzymia aktywność wulkaniczna; na dużo mniejszym lodowym księżycu Saturna, Enceladusie, współcześnie czynne są gejzery.
Przenoszenie momentu pędu i energii kinetycznej z powodu tarcia pływowego oraz odkształcenie pływowe Księżyca są przyczynami obrotu synchronicznego, co oznacza, że jest on zawsze obrócony tą samą stroną do Ziemi. Moment pędu obrotu Ziemi i obiegu Księżyca wokół niej pozostaje stały, a skutkiem sił pływowych moment pędu z ruchu obrotowego Ziemi jest przenoszony na ruch obiegowy Księżyca.